# روي ريو
روي ريو (بالبرتغالية: Rui Rio‏) هو اقتصادي وسياسي برتغالي، ولد في 6 أغسطس 1957 في بورتو في البرتغال. حزبياً، نشط في الحزب الديمقراطي الاجتماعي (البرتغال). وقد انتخب عضو مجلس الجمهورية ‏.